# Wybory powszechne w Urugwaju w 2009 roku
Wybory prezydenckie i parlamentarne w Urugwaju w 2009 roku – podwójne wybory, prezydenckie oraz do Zgromadzenia Powszechnego – parlamentu Urugwaju, przeprowadzone 25 października i 29 listopada 2009. Równolegle z I turą wyborów odbyło się także referendum, w którym wyborcy opowiedzieli się przeciw proponowanym zmianom.
W wyborach parlamentarnych większość miejsc w obu izbach zdobyła rządząca centrolewicowa koalicja Szeroki Front. W I turze wyborów prezydenckich zwyciężył jej kandydat, José Mujica, który uzyskał 48% głosów poparcia, przed kandydatem konserwatywnej Partii Narodowej, Luisem Alberto Lacalle, który zdobył 28,9% głosów. 29 listopada 2009, w II turze wyborów prezydenckich, Mujica pokonał Lacalle stosunkiem głosów 52,6% do 43,3%.

## Prawybory

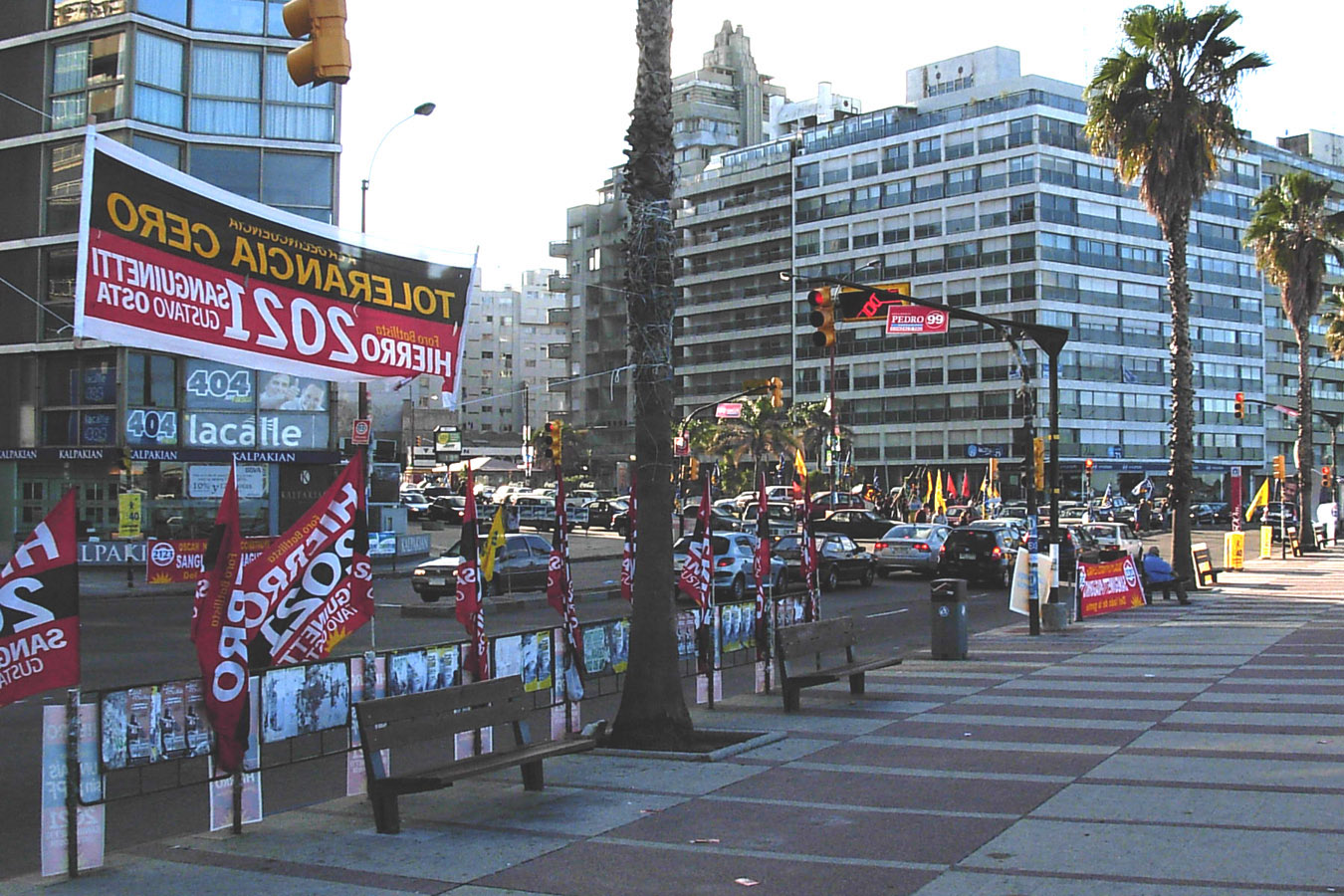
Kampania na ulicach Montevideo przed prawyborami, czerwiec 2009.

Scena polityczna Urugwaju przez dekady była zdominowana przez dwa powstałe w XIX wieku ugrupowania: liberalną Partię Colorado oraz konserwatywną Partię Narodową, które wymieniały się między sobą władzą. Dopiero po wyborach z października 2004 prezydentem kraju została wybrana po raz pierwszy osoba pochodząca spoza tych sił politycznych. Tabaré Vázquez z centrolewicowej koalicji Szeroki Front wygrał wówczas wybory już w pierwszej turze, zdobywając ponad 50% głosów poparcia. Prezydent w Urugwaju wybierany jest na 5-letnią kadencję, jeśli żaden z kandydatów nie uzyska ponad połowy głosów, organizowana jest druga tura głosowania. Udział w wyborach jest obowiązkowy.
28 czerwca 2009 cztery główne partie: Szeroki Front (FA, Frente Amplio), Partia Narodowa (PN, Partido Nacional), Partia Colorado (PC, Partido Colorado) oraz Partia Niepodległościowa (PI, Partido Independiente) przeprowadziły ogólnokrajowe prawybory mające na celu wyłonienie ich kandydatów w wyborach prezydenckich. Udział w prawyborach, w przeciwieństwie do wyborów, nie był obowiązkowy. Spośród 2,6 mln zarejestrowanych wyborców, udział w nich wzięło 1,16 mln osób (44,8%). Najwięcej głosów oddano na kandydatów Partii Narodowej – 46,0% (491 862), następnie na kandydatów Szerokiego Frontu – 41,2% (441 043), a na trzecim miejscu na kandydatów Partii Colorado – 12,0% (128 523). Rezultat prawyborów:
- Szeroki Front (FA): José Mujica – 52,1% głosów (229 443), Danilo Astori – 39,7% (174 644), Marcos Carámbula – 8,3% (36 425)
- Partia Narodowa (PN): Luis Alberto Lacalle – 57,1% (280 753), Jorge Larrañaga – 42,3% (210 498)
- Partia Colorado (PC): Pedro Bordaberry – 72,2% (92 726), José Amorín Batlle – 14,8% (19 000)
- Partia Niepodległościowa (PI): Pablo Mieres (zwycięzca)

W lipcu 2009 zwycięzcy prawyborów wskazali swoich kandydatów na stanowisko wiceprezydenta. José Mujica z FA i Luis Alberto Lacalle z PN wybrali swoich rywali z prawyborów, odpowiednio Danilo Astoriego i Jorge Larrañagę. Natomiast kandydatem PC został były piłkarz i trener Hugo de León.

## Sondaże przedwyborcze

### Sondaże przed I turą wyborów
Sondaże na przestrzeni kilku miesięcy przed wyborami wskazywały na około 10-procentową przewagę koalicji Szerokiego Frontu nad Partią Narodową. Na trzecim miejscu plasowała się Partia Colorado.
| Ośrodek badawczy | Data sondażu                | José Mujica | Luis Alberto Lacalle | Pedro Bordaberry | Pablo Mieres | Niezdecydowani |
| ---------------- | --------------------------- | ----------- | -------------------- | ---------------- | ------------ | -------------- |
| Factum           | 17–18 października 2009     | 46,0%       | 29,0%                | 13,0%            | 3,0%         | 9,0%           |
| Cifra            | 16–18 października 2009     | 49,0%       | 32,0%                | 14,0%            | 2,5%         | 2,5%           |
| Grupo Radar      | 10–18 października 2009     | 48,0%       | 31,3%                | 14,9%            | 3,4%         | 2,5%           |
| Interconsult     | 2–5 października 2009       | 44,0%       | 31,0%                | 12,0%            | 3,0%         | 10,0%          |
| Factum           | październik 2009            | 44,0%       | 29,0%                | 11,0%            | 3,0%         | 13,0%          |
| Cifra            | 26–28 września 2009         | 45,0%       | 31,0%                | 12,0%            | 2,0%         | 10,0%          |
| Equipos Mori     | 18–24 września 2009         | 44,0%       | 30,0%                | 10,0%            | 2,0%         | 14,0%          |
| Factum           | wrzesień 2009               | 44,0%       | 32,0%                | 11,0%            | 2,0%         | 11,0%          |
| Grupo Radar      | 12–20 września 2009         | 45,0%       | 32,0%                | 11,0%            | 3,0%         | 9,0%           |
| Interconsult     | 12–14 września 2009         | 45,0%       | 32,0%                | 11,0%            | 2,0%         | 10,0%          |
| Cifra            | 29 sierpnia-1 września 2009 | 45,0%       | 32,0%                | 10,0%            | 2,0%         | 11,0%          |
| Factum           | 22–30 sierpnia 2009         | 46,0%       | 34,0%                | 10,0%            | 2,0%         | 8,0%           |
| Equipos Mori     | 19–26 sierpnia 2009         | 45,0%       | 34,0%                | 9,0%             | 3,0%         | 9,0%           |
| Interconsult     | 15–17 sierpnia 2009         | 44,0%       | 35,0%                | 10,0%            | 2,0%         | 9,0%           |
| Cifra            | 25–29 lipca 2009            | 44,0%       | 36,0%                | 10,0%            | 2,0%         | 8,0%           |
| Factum           | 24–29 lipca 2009            | 45,0%       | 38,0%                | 9,0%             | 1,0%         | 6,0%           |
| Equipos Mori     | 23–30 lipca 2009            | 44,0%       | 34,0%                | 11,0%            | 1,0%         | 10,0%          |
| Interconsult     | 10–12 lipca 2009            | 42,0%       | 36,0%                | 10,0%            | 2,0%         | 10,0%          |

### Sondaże przed II turą wyborów
Sondaże przedwyborcze, przeprowadzane przed II turą wyborów prezydenckich w pierwszych trzech tygodniach listopada 2009, wskazywały na przewagę José Mujicy nad Luisem Alberto Lacalle rzędu od 6% do 10%.
| Ośrodek badawczy | Data sondażu                       | Szeroki Front (FA) | Szeroki Front (FA) | Partia Narodowa (PN) | Partia Narodowa (PN) | Niezdecydowani/N.N. |
| ---------------- | ---------------------------------- | ------------------ | ------------------ | -------------------- | -------------------- | ------------------- |
| Cifra            | 21–22 listopada 2009               | José Mujica        | 49,7%              | 41,7%                | Luis Alberto Lacalle | 8,6%                |
| Factum           | 21–22 listopada 2009               | José Mujica        | 50,0%              | 41,0%                | Luis Alberto Lacalle | 9,0%                |
| Equipos Mori     | 19–22 listopada 2009               | José Mujica        | 50,0%              | 41,0%                | Luis Alberto Lacalle | 9,0%                |
| Interconsult     | 19–22 listopada 2009               | José Mujica        | 49,6%              | 42,1%                | Luis Alberto Lacalle | 8,3%                |
| Interconsult     | 14–16 listopada 2009               | José Mujica        | 48,0%              | 42,0%                | Luis Alberto Lacalle | 10,0%               |
| Factum           | 14–15 listopada 2009               | José Mujica        | 50,0%              | 40,0%                | Luis Alberto Lacalle | 10,0%               |
| Equipos Mori     | 11–12 listopada 2009               | José Mujica        | 50,0%              | 42,0%                | Luis Alberto Lacalle | 8,0%                |
| Cifra            | 7–9 listopada 2009                 | José Mujica        | 49,0%              | 40,0%                | Luis Alberto Lacalle | 11,0%               |
| Factum           | 7–8 listopada 2009                 | José Mujica        | 49,0%              | 40,0%                | Luis Alberto Lacalle | 11,0%               |
| Interconsult     | 31 października- 2 listopada 2009  | José Mujica        | 47,0%              | 40,0%                | Luis Alberto Lacalle | 13,0%               |
| Equipos Mori     | 30 października- 3 listopada 2009  | José Mujica        | 50,0%              | 42,0%                | Luis Alberto Lacalle | 8,0%                |
| Factum           | 30 października – 1 listopada 2009 | José Mujica        | 49,0%              | 42,0%                | Luis Alberto Lacalle | 9,0%                |

## Wybory prezydenckie

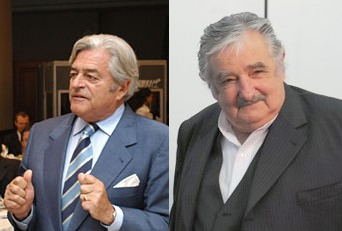
Od lewej: Luis Alberto Lacalle oraz José Mujica.

Do udziału w wyborach uprawnionych było 2,6 mln obywateli. Głównym faworytem był kandydat rządzącego Szerokiego Frontu, José Mujica. W czasie kampanii wyborczej zapowiedział kontynuowanie polityki lewicowego rządu prezydenta Vázqueza, który doprowadził do zmniejszenia bezrobocia w kraju o połowę oraz poszerzył prawa mniejszości (m.in. zezwolił parom homoseksualnym na zawieranie związków cywilnych oraz adopcję dzieci). Jego główny konkurent z konserwatywnej Partii Narodowej, Luis Alberto Lacalle, zobowiązał się do zniesienia wprowadzonego przez prezydenta Vázqueza podatku dochodowego, zmniejszenia liczebności gabinetu oraz przeprowadzenia prywatyzacji przedsiębiorstw.
I turę głosowania z 25 października 2009, z wynikiem 48%, wygrał Mujica. Ponieważ nie zdobył jednak większości co najmniej 50% głosów, 29 listopada 2009 zmierzył się w II turze wyborów z Luisem Alberto Lacalle, który zajął drugie miejsce, zdobywając 29,1% głosów.
- Wyniki I tury wyborów prezydenckich

| Kandydat – Partia polityczna | Kandydat – Partia polityczna               | Liczba głosów      | %      |
| ---------------------------- | ------------------------------------------ | ------------------ | ------ |
|                              | José Mujica (Szeroki Front)                | 1 105 262          | 47,96% |
|                              | Luis Alberto Lacalle (Partia Narodowa)     | 669 942            | 29,07% |
|                              | Pedro Bordaberry (Partia Colorado)         | 392 307            | 17,02% |
|                              | Pablo Mieres (Partia Niepodległościowa)    | 57 360             | 2,49%  |
|                              | Raúl Rodríguez da Silva (Asamblea Popular) | 15 428             | 0,67%  |
| Głosy nieważne               | Głosy nieważne                             | 64 387             | 2,8%   |
| Razem                        | Razem                                      | 2 304 686 (89,91%) | 100%   |
| Źródło:                      |                                            |                    |        |

II turę głosowania z 29 listopada 2009, a tym samym całe wybory prezydenckie, wygrał kandydat Szerokiego Frontu, José Mujica, z wynikiem 52,6% głosów poparcia. Luis Alberto Lacalle z Partii Narodowej zajął drugie miejsce, zdobywając 43,3% głosów.
- Wyniki II tury wyborów prezydenckich

| Kandydat – Partia polityczna | Kandydat – Partia polityczna           | Liczba głosów      | %     |
| ---------------------------- | -------------------------------------- | ------------------ | ----- |
|                              | José Mujica (Szeroki Front)            | 1 183 503          | 52,6% |
|                              | Luis Alberto Lacalle (Partia Narodowa) | 974 857            | 43,3% |
| Głosy nieważne               | Głosy nieważne                         | 91 661             | 4,1%  |
| Razem                        | Razem                                  | 2 250 021 (89,13%) | 100%  |
| Źródło:                      |                                        |                    |       |

## Referendum

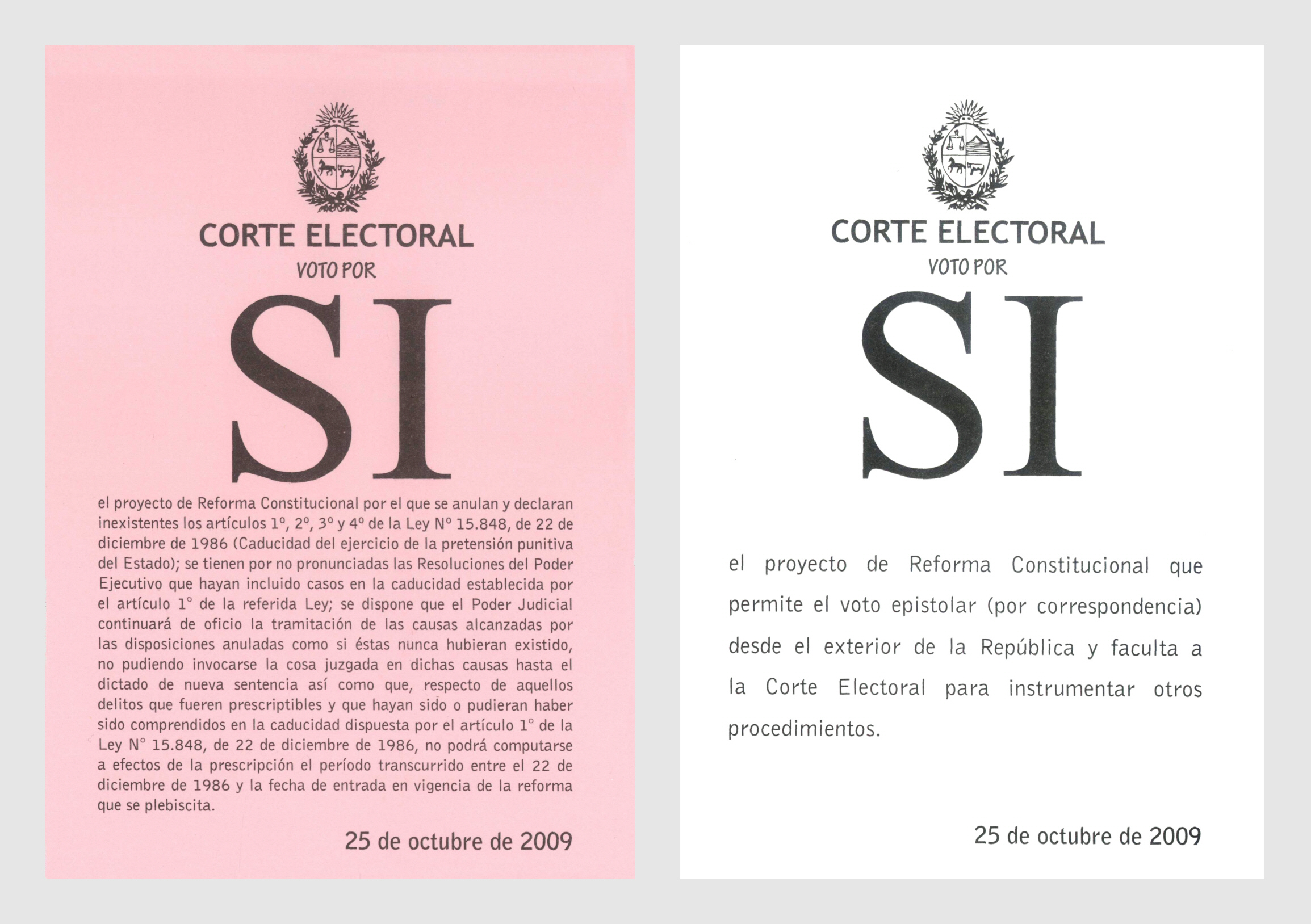
Broszura wyborcza nawołująca do głosowania na „tak” w referendum.

25 października 2009, razem z wyborami, w Urugwaju odbyły się dwa referenda. Ich przedmiotem było:
- wyrażenie zgody na głosowanie pocztowe dla obywateli Urugwaju mieszkających poza granicami kraju.
- wyrażenie zgody na zniesienie prawa o amnestii, które uniemożliwia postawienie przed sądem wojskowym osób podejrzewanych o łamanie praw człowieka w czasie dyktatury wojskowej w latach 1973–1985[2].

Żadna z proponowanych zmian nie uzyskała akceptacji wyborców (wymagana była większość co najmniej 50% głosów za). Za pierwszą z nich zagłosowało 36,93% wyborców, natomiast za drugą 47,36%.

## Wybory parlamentarne
W wyborach parlamentarnych wybieranych było 99 deputowanych do Izby Reprezentantów oraz 30 członków Senatu. Minimalną większość mandatów w obu izbach zdobył rządzący Szeroki Front.
| Partia polityczna | Partia polityczna             | Izba Reprezentantów | Izba Reprezentantów | Izba Reprezentantów | Izba Reprezentantów | Izba Reprezentantów | Senat           | Senat | Senat | Senat | Senat |
| Partia polityczna | Partia polityczna             | Liczba głosów       | %                   | +/−                 | Liczba mandatów     | +/−                 | Liczba mandatów | +/−   |       |       |       |
|                   | Szeroki Front (FA)            | 1 093 869           | 47,49%              |                     | 50                  | -2                  | 16              | -1    |       |       |       |
|                   | Partia Narodowa (PN)          | 657 327             | 28,54%              |                     | 30                  | -6                  | 9               | -2    |       |       |       |
|                   | Partia Colorado (PC)          | 383 912             | 16,67%              |                     | 17                  | +7                  | 5               | +2    |       |       |       |
|                   | Partia Niepodległościowa (PI) | 56 156              | 2,44%               |                     | 2                   | -1                  | 0               | 0     |       |       |       |
|                   | Asamblea Popular (AP)         | 15 166              | 0,66%               |                     | 0                   | 0                   | 0               | 0     |       |       |       |
|                   | Razem                         | 2 303 336 (89,86%)  | 100%                | –                   | 99                  | –                   | 30              | -1    |       |       |       |
| Źródło:           |                               |                     |                     |                     |                     |                     |                 |       |       |       |       |